# Караойский сельский округ (Илийский район)
Караойский сельский округ (каз. Қараой ауылдық округі) — административная единица третьего уровня в Илийском районе Алматинской области. Административным центром является село Караой.
Население — 10 250 человек на середину 2016 года.

## Состав
В состав округа входят такие населенные пункты:
| Населенный пункт       | Население, человек (1999) | Население, человек (2009) | Население, человек (2016) |
| ---------------------- | ------------------------- | ------------------------- | ------------------------- |
| Караой, село           | 4454                      | 5577                      | 5282                      |
| Косозен, село          | 1464                      | 2663                      | 2715                      |
| Нургиса Тлендиев, село | 1317                      | 1644                      | 2253                      |

## Предприятия
Основное направление развития округа — сельское хозяйство. На 2016 год посевная площадь сельскохозяйственных культур составляла — 33 194,38 га, в том числе пастбищ — 15 911,5 га, пашни — 11 833,9 га, из них орошаемой — 3941 га.
На территории округа действует 7 ТОО («Караой», «Успех», «EVVA», «Тасагросервис», «ДалаИнвест», «Монтажник», «ВекторАгро»), 1-ПК «Іле» , 141 крестьянское хозяйство, одно перерабатывающее предприятие ТОО «К. М. Агро-Трейд».
Из ветеринарных объектов на территории округа функционирует 1 типовой скотомогильник.

## Учреждения
В округе функционируют 3 школы это : СШ № 14, СШ № 18, СШ № 26. Так же 1 государственный детский сад «Балапан», в селе Караой, частный детский сад « Омаров» в селе Караой и частный детский сад «Бобек» в с. Косозен.
Для развития физической культуры и спорта во всех школах округа имеются спортивные сооружения, действует летняя площадка по пляжному волейболу, в округе развит футбол. Волейболисты являются чемпионами Казахстана по пляжному волейболу, играют в составе сборной Республики. Боксеры являются призёрами в районном и республиканском масштабе.
В Караойском сельском округе действуют три медицинских учреждения: Караойская сельская амбулатория, врачебная амбулатория в селе Косозен и фельдшерско-амбулаторный пункт в селе НургисаТлендиев.
На территории округа имеются Дом Культуры, библиотека.